# Галин Никифоров
Галин Никифоров е български писател.

## Биография
Роден е на 25 май 1968 г. в Добрич.. Завършва математическата гимназия в родния си град. Има две висши образования: техническо (Пловдив) и икономическо образование (Варна).

## Творчество
Галин Никифоров е автор на един сборник с новели и осем романа.
По новелата му „Нощта на мечтите“ през 2011 г. е създаден едноименен пълнометражен филм с режисьор Боби Костов.

## Награди
За романите си е номиниран многократно:
- две номинации в конкурса за наградата „ВИК“ за Роман на годината (2007 и 2009)[10][11] и две в конкурса за наградата за „Български роман на годината“, създадена от Фонд „13 века България“ (2011 и 2019)
- шест номинации за наградата „Хеликон“ за най-добра белетристична книга на годината (2006[12], 2009[13], 2011[14], 2015, 2018 и 2022)
- три номинации за наградата „Елиас Канети“ (2009, 2011 и 2015)
- две номинации за наградата „Христо Г. Данов“ (2010 и 2015)[15]
- номинация в конкурса за нов български роман „Развитие“ (2003)
- номинация за наградата „Перото“ (2015) на Националния център за книгата към НДК[16]
- номинация за наградата „Светлоструй“ (2008).[1]

Националните награди, които е печелил, са:
- 2003 – „Развитие“ за нов български роман – за романа „Умерено нежно“[17]
- 2008 – „Светлоструй“ – за романа „Добро момче“[1]
- 2011 – „Елиас Канети“ (Русе) – за романа „Къщата на Клоуните“[18][19][20][21][22]
- 2011 – „Български роман на годината“, създадена от Фонд „13 века България“ – за романа „Лятото на неудачниците“[23]